# Туть
Туть — упразднённая слобода, ныне микрорайон «Тути» в северной части Железнодорожного района Ульяновска. Располагается на реке Свияге.

## История

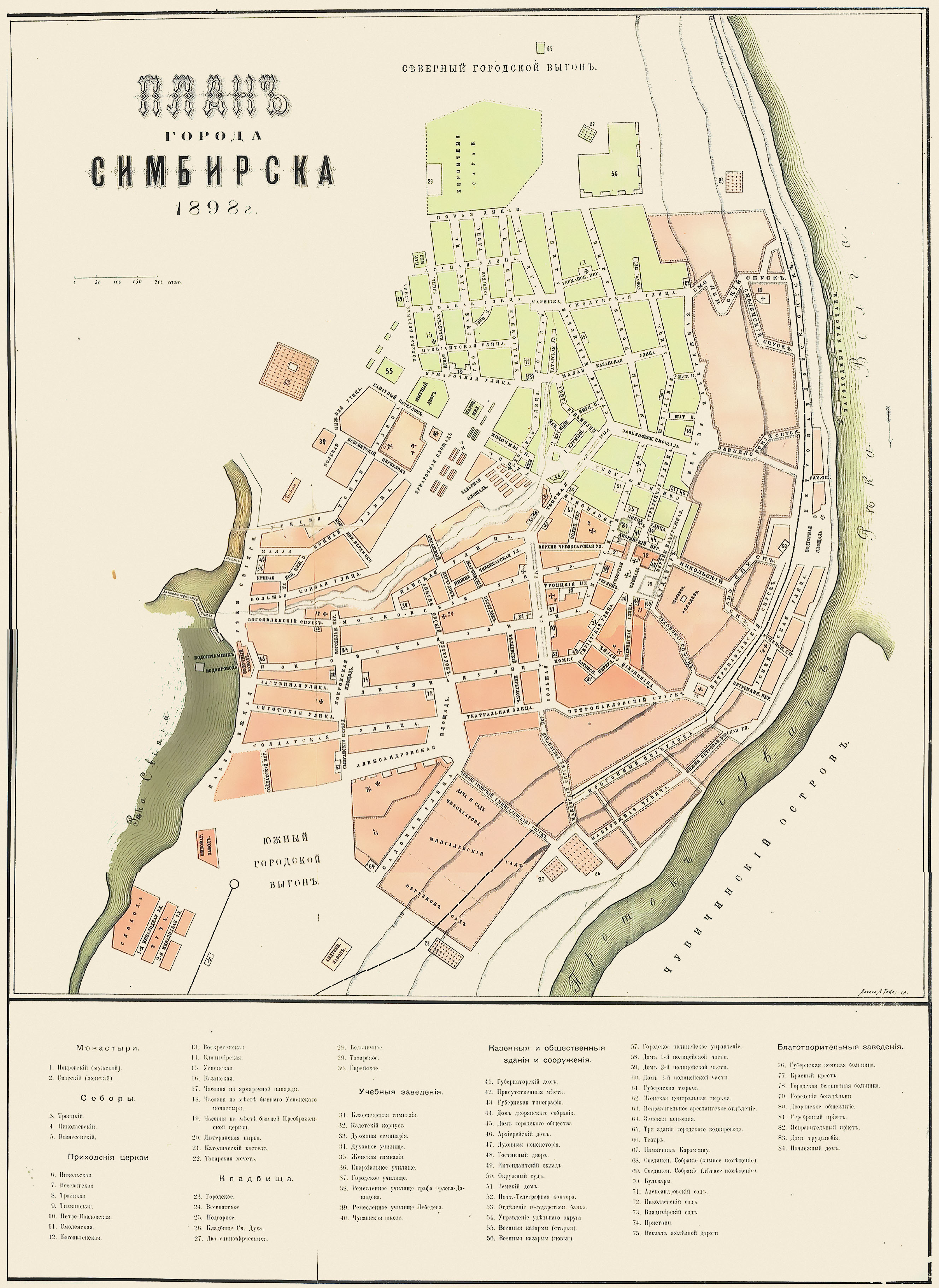
План Симбирска 1898 года. Мартынов, Павел Любимович «Город Симбирск за 250 лет его существования : систематический сборник исторических сведений о г. Симбирске». На карте указана слобода Туть.

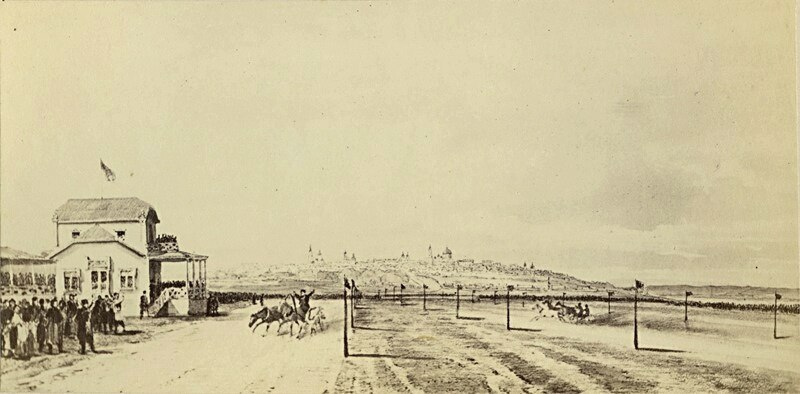
«Симбирский бег». Рисунок А. П. Боголюбова, 1863. (На Симбирском ипподроме).

В 1653 году под Симбирском провели пробный посев семян белой шелковицы или тутовое дерево. Но после 1667 года тутовые сады погибли от сильных морозов. Только спустя много лет, в начале XIX столетия, на образовавшемся пустыре, по правому берегу Свияги, стали отводить земли отставным солдатам, которые, прослужив в армии 25 лет, обзаводились семьями и селились здесь. А слободе (изначально — выселок) в память о тутовом саде дали название Туть. Среди первых поселенцев было немало инвалидов (ветераны) Симбирского народного ополчения 1812 года. Поэтому, первая улица в новой слободе, стала именоваться «Инвалидной».
Ещё с 1691 года на месте будущей слободы здесь стояла казённая водяная мукомольная мельница (Андреевская мельница), которую арендовал купец Иван Андреев, а спустя 15 лет его сменил сын — Ермолай, ещё через три десятилетия — внук Василий.

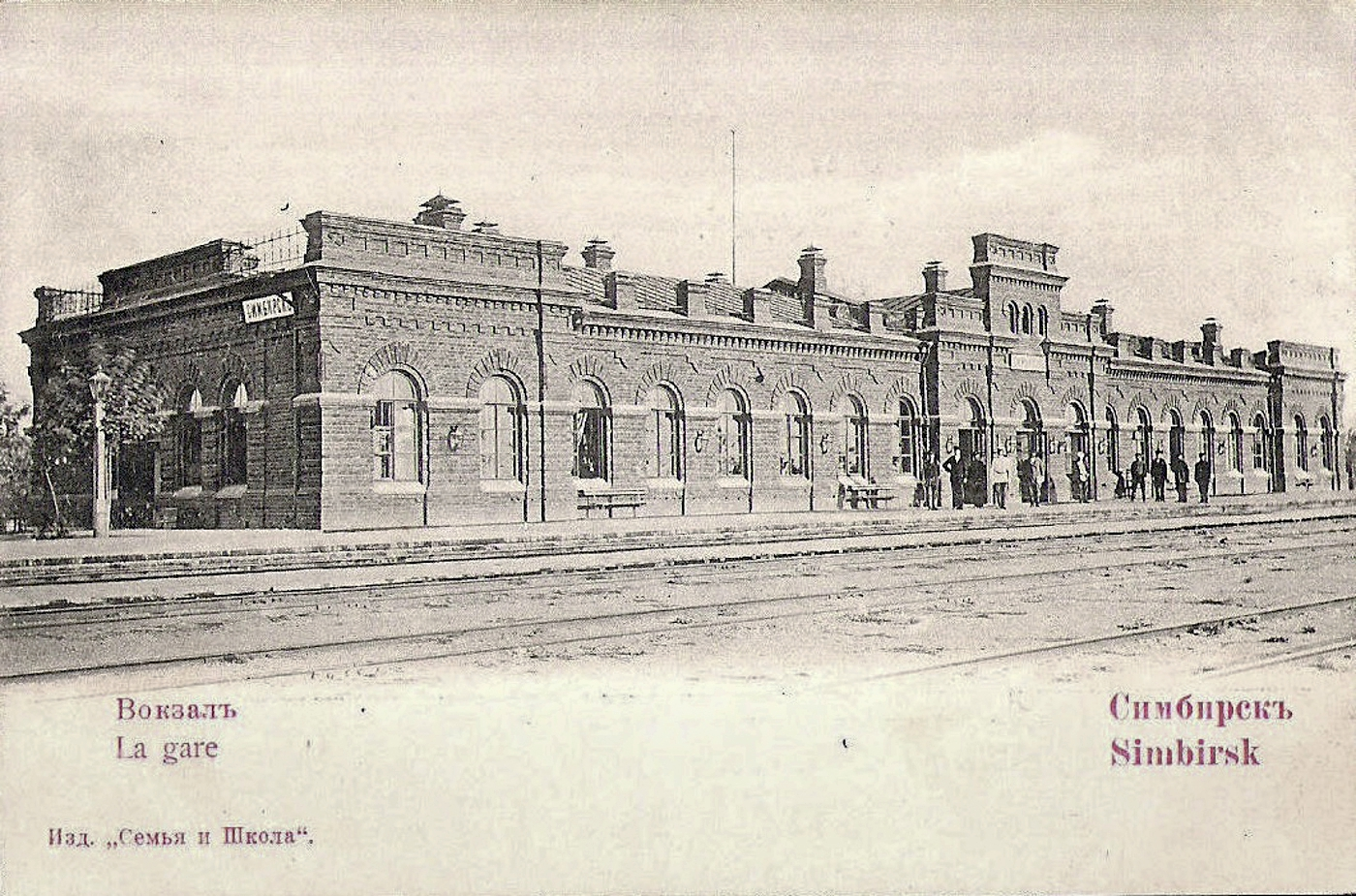
Открытка 1900 г. Симбирск. Вокзал.

В 1826 году рядом со слободой начал действовать чугунолитейный (чугуноплавильный) завод Андреева, в 1918 году национализирован и стал называться — Симбирский государственный механический завод «Металлист», в 1941 году вошёл в состав эвакуированного из Москвы автозавода им. Сталина (ЗиС), в 1939 году завод передали в подчинение Наркомата автомобильного транспорта СССР, и «Металлист» стал выполнять заказы по производству автогаражного оборудования и передвижных механических мастерских для армейских частей, стал одним из истоков отечественного автосервиса, в 1941 году вошёл в состав эвакуированного из Москвы автозавода им. Сталина (ЗиС), с 1944 года — литейный цех № 5 завода малолитражных двигателей (ЗМД), в 1996 году закрыт, ныне руинирован.
В 1844 году к северу от Тутей была построена земская конюшня, в 1852 году она была преобразована в Государственный конный завод, а в 1853 году, в 1 версте южнее слободы, открылся Симбирский ипподром, первым президентом стал губернатор Н. П. Бибиков. В 1863 году ипподром посетил наследник престола великий князь Николай Александрович. В свите цесаревича находился академик, профессор живописи Алексей Петрович Боголюбов, а также русский поэт, писатель, краевед, переводчик Д. П. Ознобишин.
В 1860 году Николай Васильевич Голубков приобрёл участок земли на 3-й Старой Инвалидной улице (ныне ул. Транспортная), где и построил чугунолитейный завод, на котором, в 1905 году, работал большевик М. А. Гимов.
В 1863 году, в полуверсте севернее Тути, появился пивоваренный завод Н. Д. Берзиковой, у которой выкупил купец А. Д. Сачков (в 1918 году национализирован, в 1923 году — завод «Симбирск-пиво», в 1986 году завод был снесён).
В Симбирских пожарах 1864 года была уничтожена почти вся центральная часть губернского города. Для восстановления Симбирска был составлен новый план города, утверждённый в декабре 1866 года. По этому плану несколько увеличились размеры Симбирска у южной границы за счёт включения в городскую территорию слободы Туть и части волжского склона.
В мае 1868 года ипподром посетил великий князь Владимир Александрович.
В 1896 году была открыта церковно-приходская школа.
К 1897 году слобода была приписана к 1-й полицейской части Симбирска. Местные жители являлись прихожанами Богоявленской церкви, что находилась в бывшей Свияжской слободе, на спуске к Свияге, на Московской улицей (ныне ул. Ленина).
15 сентября 1897 года на Тути открылось приходское смешанное училище, в которое поступили 21 мальчик и 10 девочек. Позднее училищу было присвоено имя А. С. Пушкина.
28 декабря 1898 года, рядом со слободой, открылась ветка Московско-Казанской железной дороги Инза — Симбирск, конечную станцию назвали «Симбирск-1» , а в январе 1899 года было создано паровозное депо «Симбирск».

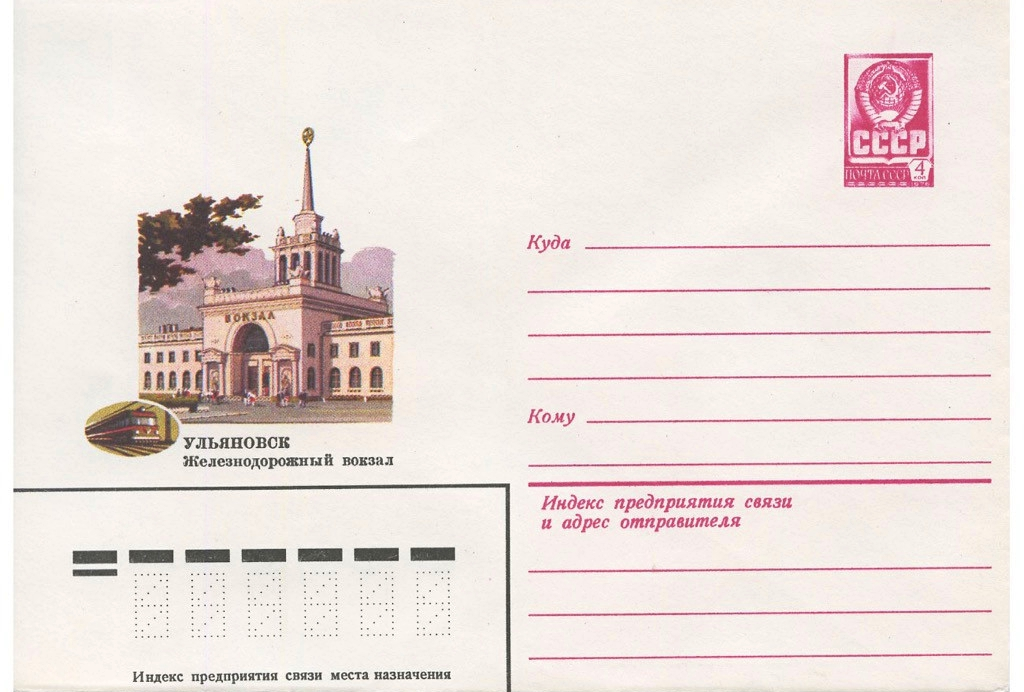
ХМК СССР, 1980. г. Ульяновск. Железнодорожный вокзал (старый).

С открытием ж/д станции появилась работа для жителей Симбирска и слобода стала расширяться и  разделилась на: Старую и Новую Туть.
В 1900 году был принят «План части Симбирска со вновь проектируемыми кварталами возле выселок Тути». В этом же году, при районировании губернского города, пристанционный район Туть получил почётный № 1, тогда как традиционный деловой и коммерческий центр Симбирска — район Большой Саратовской улицы (ныне улица Гончарова), стал всего лишь районом № 2.
В 1909 году, на Тутях по пер. Суворова, 27, была устроена домовая церковь — Церковь Иконы Божией Матери Всех Скорбящих Радость при богадельне для лиц духовного звания, существовавшей в комплексе свечного завода. Закрыта в 1918 году.
21 октября 1910 года с городского ипподрома был совершён первый полёт аэроплана над Симбирском. Моноплан «Анрио» («Hanriot»), пилотируемый графом Михаилом Фёдоровичем Сципио дель Кампо, пролетев в сторону ближайшего леса (Винновская роща), затем повернул к железнодорожному вокзалу и вернулся к месту взлёта. А 29 июня 1912 года, опять с ипподрома, состоялся полёт авиатора Александра Алексеевича Васильева. На аэроплане «Блерио» («Blériot XI») он поднялся на высоту 200 метров, затем 300 метров, выполнил несколько сложных фигур в воздухе и, совершив три круга над ипподромом, благополучно приземлился.

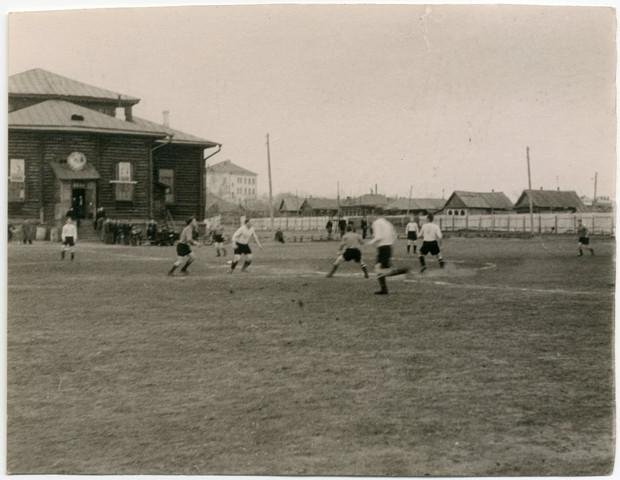
Бывшая Пантелеймоновская церковь.

В апреле 1911 года на заседании городской управы был рассмотрен «вопрос о расширении водопровода и устройстве в городе электрического освещения». Электростанцию решили строить в районе Александровской площади (ныне пл. III Интернационала), а воду для новой водопроводной сети брать из Свияги за слободой Туть. В январе 1913 года электростанция была открыта, а в июне 1914 года за Тутью начала действовать водопроводная станция.
15 (28) августа 1911 года, в праздник Успения Божией Матери, в 3 часа дня на железнодорожном вокзале состоялось большое торжество: встреча прибывшей со Старого Афона иконы «Неопалимая Купина», которую разместили для неё построенную храме в честь иконы Божией Матери «Неопалимая Купина».
На 1913 год в слободе Туть, причисленный к Симбирску, имелось: церковь, 2 школы, 4 завода, в том числе свечной Епархиального ведомства.
6 августа 1913 года в слободе Туть была заложена Пантелеймоновская церковь , а 19 сентября 1914 года при новом храме образовался самостоятельный приход, открылась богадельня, церковно-приходская школа. До открытия своего прихода прихожане ходили в Богоявленскую церковь . На 1916 год приход этой церкви составлял 2560 человек, включая Старую и Новую Туть. Богослужение шло до 1929 года. В ноябре 1929 г. «учитывая просьбы рабочих и трудящегося населения ст. Ульяновск-I, поддержанные ходатайством горсовета, о закрытии Пантелеймоновской церкви... и об использовании ее под детский сад для детей рабочих президиум окрисполкома постановил просьбы эти удовлетворить». Пантелеймоновскую церковь переоборудовали под детский сад, который открыли 1.03.1930 г. В июне 1930 г. уже с закрытой церкви были сняты и изъяты колокола общим весом 26 пудов 37 фунтов. В годы войны в здании бывшей церкви находился мобилизационный пункт, в котором формировались красноармейские части для отправки на фронт. В 1950-х гг. оно использовалось как призывной пункт. Впоследствии в этом здании был устроен тренировочный зал спортшколы общества «Локомотив», стадион которого находился рядом с бывшей церковью. В 1962 году горсовет принял решение о её сносе и строительстве здания школы. Школа № 11 была открыта в 1963 году, ныне Многопрофильный лицей № 11 имени В. Г. Мендельсона.
25 июля 1914 года с ж/д вокзала убывали на фронт Первой мировой войны эскадроны 5-го уланского Литовского полка, 164-го пехотного Закатальского полка, 307-го пехотного Спасского полка и других подразделений Русской Императорской армии дислоцированные в городе. 
10-11 июля 1918 года, во время мятежа Муравьёва, в вагоне под арестом, на станции Симбирск-1,  находился командарм 1-й армии РККА М. Н. Тухачевский.
В сентябре 1918 года здесь проходили боевые действия Гражданской войны.
С 1926 года от вокзала «Ульяновск-1» начали действовать два автобусных маршрута: № 1 — Ленкоранские казармы (Ульяновское училище связи) — вокзал «Ульяновск I», через Гончаровскую и Покровскую (Л. Толстого) улицы и № 3 — Вокзал «Ульяновск I» — Пристань, через Базарную площадь и Дворцовую (К. Маркса) улицу.
В июле 1933 года в северной части слободы был сдан в эксплуатацию хлебозавод, который действует до сих пор.
19 октября 1941 года на станцию «Ульяновск-1» в эвакуацию прибыла Московская Патриархия, которая, пока подыскивали место для житья и служб, неделю вынуждены были оставаться жить в отогнанном в тупик железнодорожном вагоне. 

25 февраля 1942 года город Ульяновск был разделён на районы и слобода Туть вошла в состав Сталинского района.
С 1942 года по октябрь 1946 года на станции «Ульяновск-1» в эвакуации находился «Траурный поезд В. И. Ленина» — паровоз «У-127» и багажный вагон.
31 декабря 1952 года было открыто новое здание железнодорожного вокзала «Ульяновск-1» (арх. Готлиб Михаил Абрамович), расширена Привокзальная площадь, на ней был установлен памятник Владимиру Ульянову-гимназисту (скульптор В. Е. Цигаль).
В октябрь 1953 года был сдан родильный дом (ныне дневной стационар патологии беременных), в декабре — кинотеатр «Родина» (ныне «Nebolshoy Театр».
В январе 1954 года вступила в строй первая очередь Ульяновской трамвайной линии, соединившей северную часть города с ж/д станцией «Ульяновск-1».
4 июня 1954 года из части Сталинского района был образован Железнодорожный район, куда вошла слобода Туть.
В 1950-х — 60-х гг. на Тути улучшили водоснабжение, заменив водоразборные будки на колонки, и заасфальтировали часть улиц. В каменном здании бывшего завода Голубкова, на улице Транспортной, разместили техническое училище № 2 (ТУ № 2).
В конце 1970-х годах в восточной части слободы был построен «4-й микрорайон», уменьшив размеры микрорайона.
В 1988 году, на месте снесённого пивзавода, начали строить Ульяновский государственный университет.
В 2011 году, на ул. Железнодорожная, 18, открылся СШОР по тхэквондо.
В декабре 2018 года, на ул. Железнодорожная, 48, открылся Центр бокса.
Согласно решению Ульяновской гордумы к 2022 году в южной части микрорайона, на месте территории бывшей войсковой части, появится новый микрорайон «Свобода», урезав территорию Тутей.

## Население
- На 1897 год в слободе было 99 дворов и проживало 565 человек[18],
- На 1913 год в слободе Туть в 385 дворах жило: 1572 муж. и 1287 жен.[33]

## Известные люди
- Аношин Михаил Степанович — Герой Советского Союза, с 1933 года работал слесарем-механиком на Ульяновском хлебозаводе[23].
- Гимов Михаил Андреевич — российский партийный и государственный деятель, председатель Симбирского губисполкома в 1918—1921 годах, работал слесарем чугунно-литейного завода Н. В. Голубкова.
- Гуслев Георгий Данилович — Герой Советского Союза, работал в депо[23].
- Зинин Андрей Филиппович — Герой Советского Союза, работал в депо[23].
- Золинов Владимир Григорьевич — Герои Социалистического Труда (1959). Машинист депо Ульяновск-I[47].
- Крашенинников Виктор Григорьевич — Герои Социалистического Труда (1974), с 1956 года трудился в локомотивном депо [48]
- Курин Алексей Васильевич — Герой Советского Союза (1945), работал токарем на заводе.
- Сергеев Василий Павлович — Герой Советского Союза, работал в депо[23].
- А. М. Смирнов — литейщик бывшего завода «Металлист», Герой Труда[49].
- Бирсан Василий Петрович — начальник Ульяновского отделения Куйбышевской железной дороги с 1972 по 1986 год. Почётный гражданин Ульяновской области[50][51][52].
- Рождественский Константин Александрович — священнослужитель Русской православной церкви, протоиерей. С 12 марта 1915 по 18 июля 1918 года был псаломщиком в Пантелеимоновской церкви[53].
- Измайлова Асия Сафиулловна — певица (меццо-сопрано), педагог, народная артистка Татарской АССР (1939), преподаватель Московской консерватории имени Чайковского. Родилась и жила в посёлке.
- Лазарева Галина Михайловна — советский и российский учитель, Герой Социалистического Труда, преподавала с 1956 по 1996 год в ТУ № 2.
- Рушкин Анатолий Григорьевич — хоккеист с мячом, мастер спорта СССР международного класса (1969), заслуженный тренер России[54][55].

## Достопримечательности

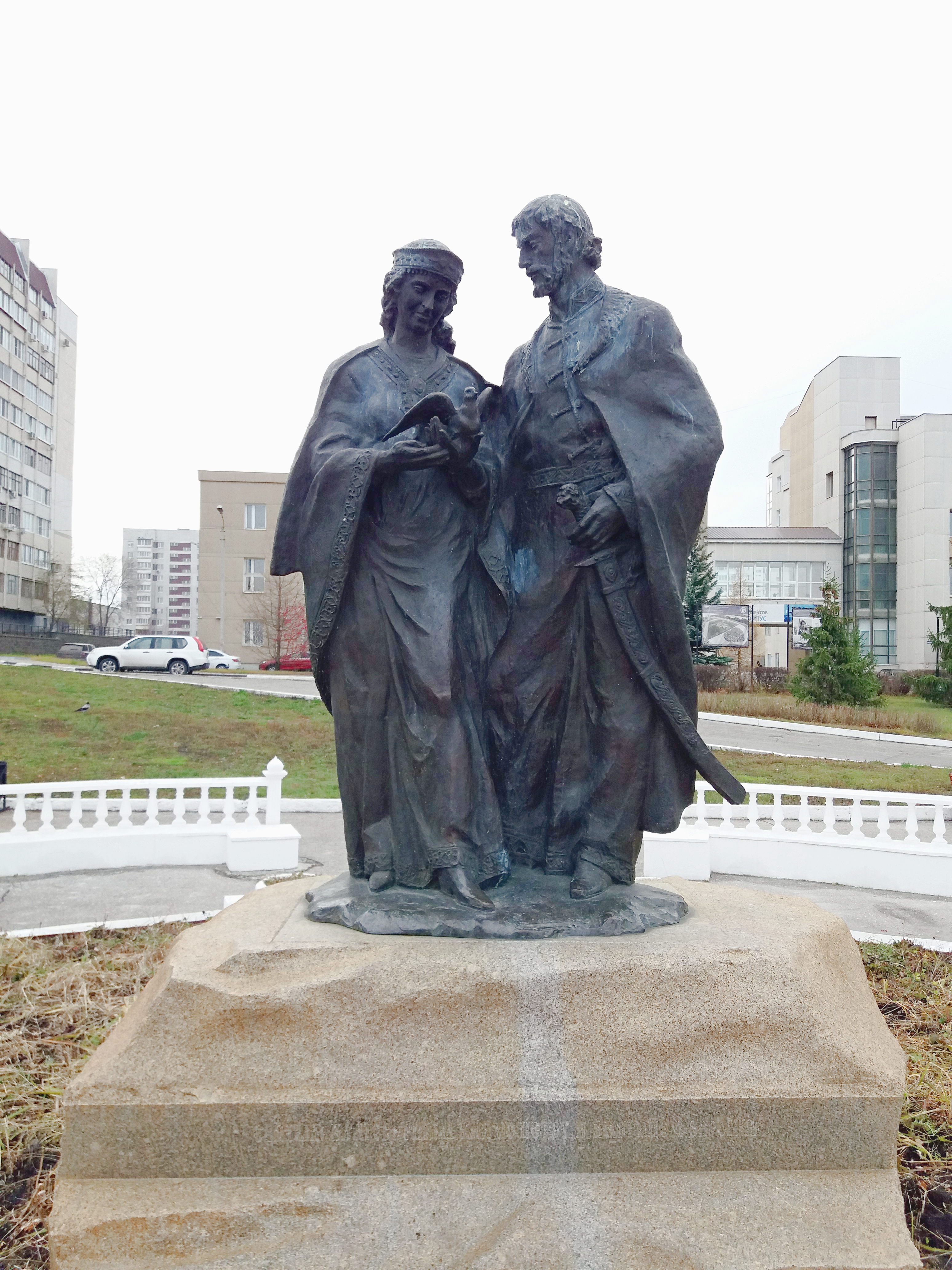
Памятник Петру и Февронии (ск-р О. А. Клюев).

- Памятник Петру и Февронии (ск-р О. А. Клюев).Здание железнодорожного вокзала «Ульяновск-1» (Старый вокзал) [56][57];
- Здание локомотивного депо — памятник истории и культуры[58];
- Памятник Владимиру Ульянову — гимназисту (установлен 5.12.1954 г. ск-р Владимир Ефимович Цигаль, арх-р Готлиб Михаил Абрамович)[59][60][61];
- Музей локомотивного депо (открыт в 1972 г.)[62];
- Стела у локомотивного депо (открыт в 1975 г., обновлён в 2015 г.)[63];
- Музей истории Симбирского водопровода[64][65];
- Памятный знак «Дороги Великой Победы»[66][41].
- Памятник Петру и Февронии (2017)[67]
- В 1918 году в Симбирской государственной конюшне содержался «Лошадь столетия», «Король рысаков», «Чудо-конь» — рысак Крепыш[68][69].
- С 1990 года здание бывшего завода Н. В. Голубкова находится под государственной охраной[13][70].
- В сентябре 2024 года на здании вокзала ж/д станции Ульяновск I установили памятную доску в честь 154-й стрелковой дивизии[71].
- В мае 2025 года на площади у исторического Старого вокзала установили монумент «Эхо времён: мелодии памяти»[72][73].

## Галерея

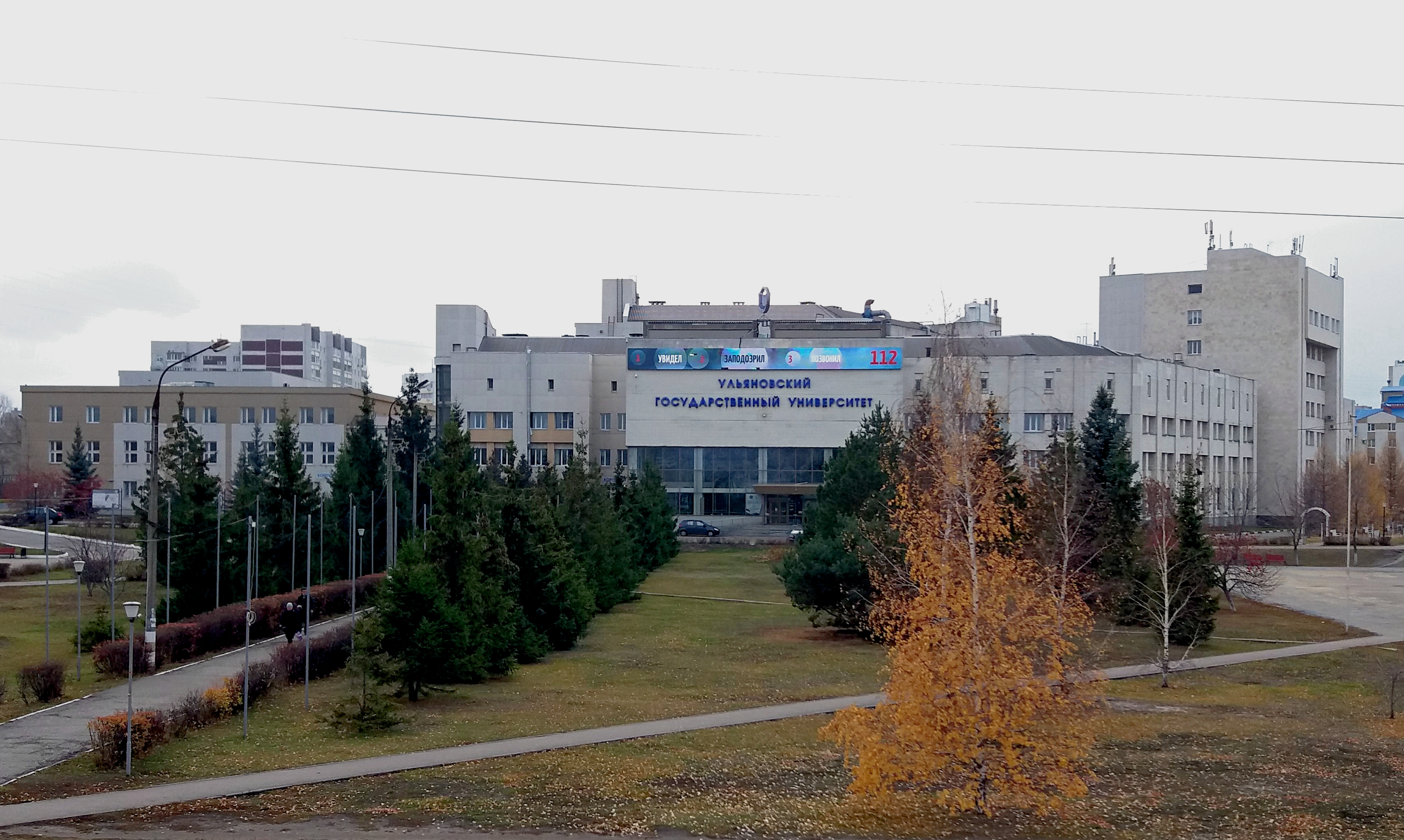
Здание УлГУ.
Монумент «Дороги Великой Победы».
Монумент «Дороги Великой Победы».
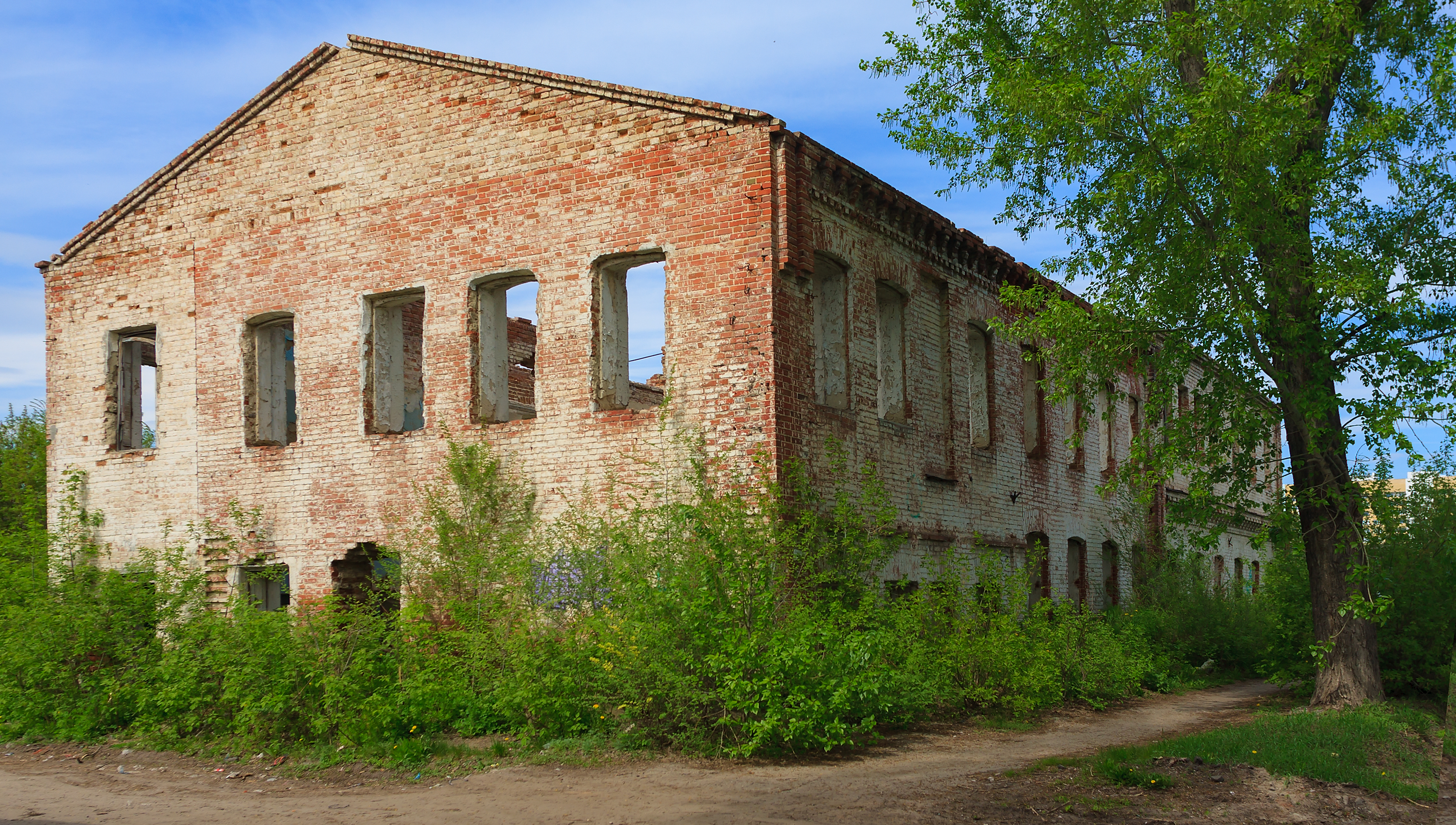
Руины завода купца Голубкова, в котором работал большевик М. А. Гимов.
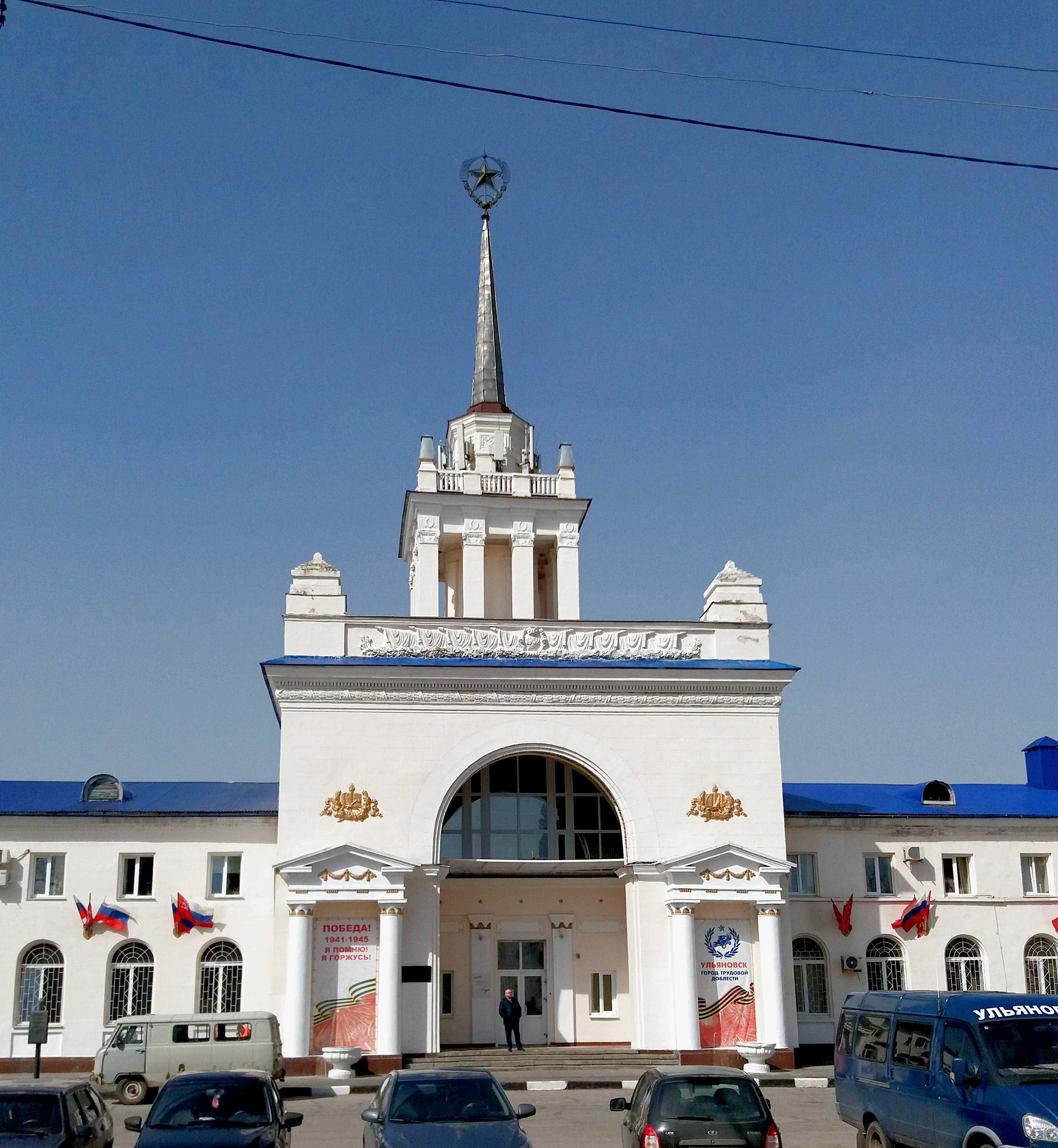
Железнодорожный вокзал «Ульяновск-1».
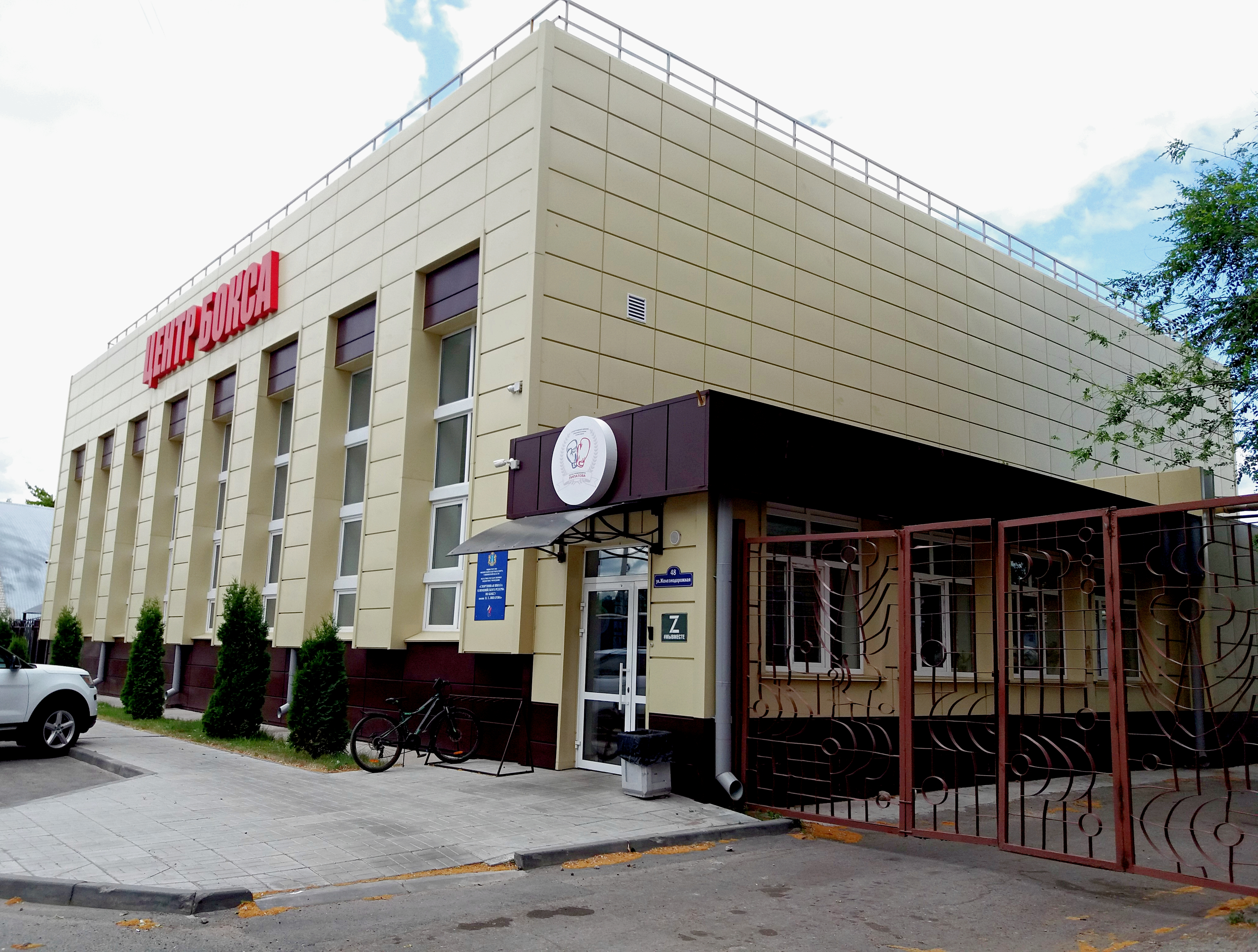
«Центр Бокса» (Железнодорожная, д. 48).
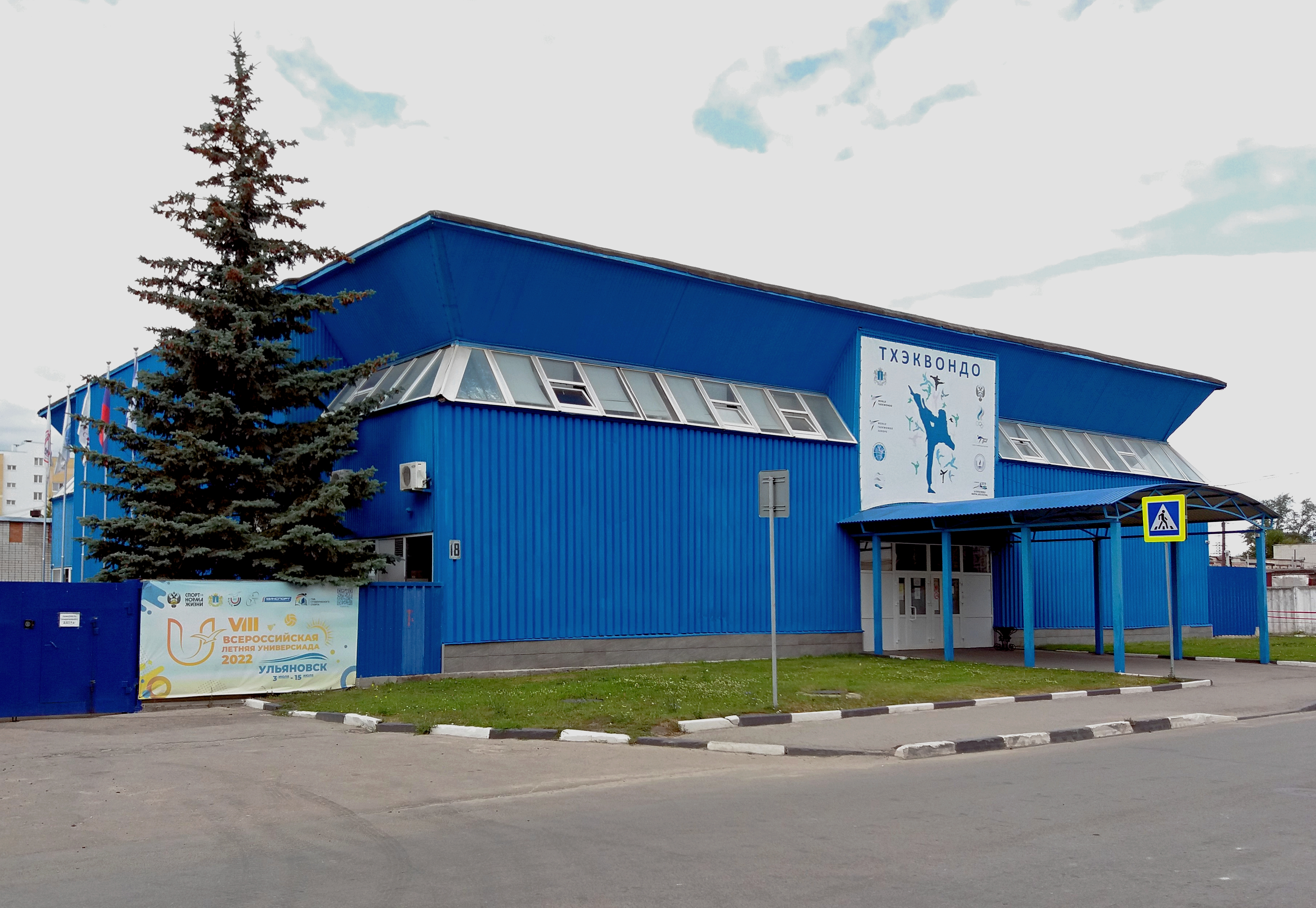
"СШОР по тхэквондо".
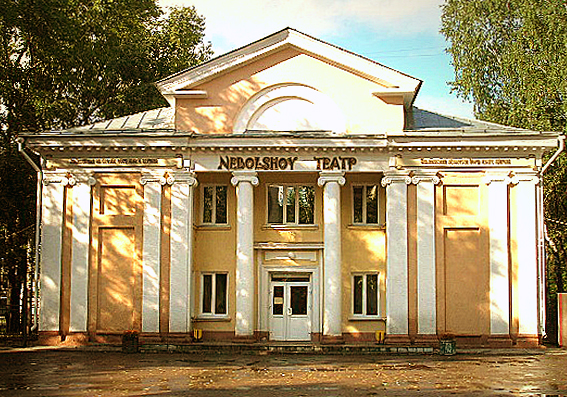
Бывший кинотеатр «Родина», в 2021 г. снесён.
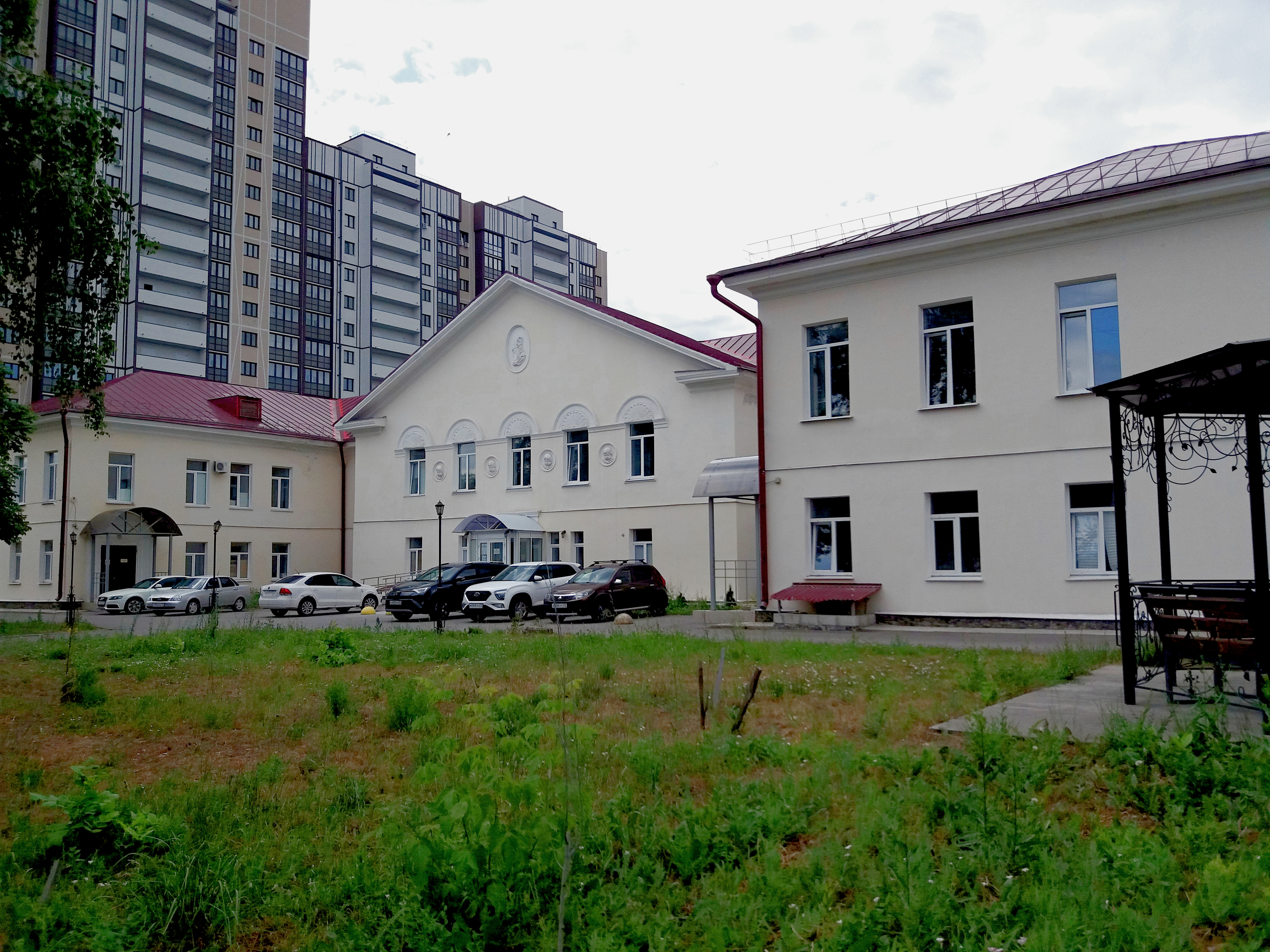
Родильный дом (ныне дневной стационар патологии беременных).
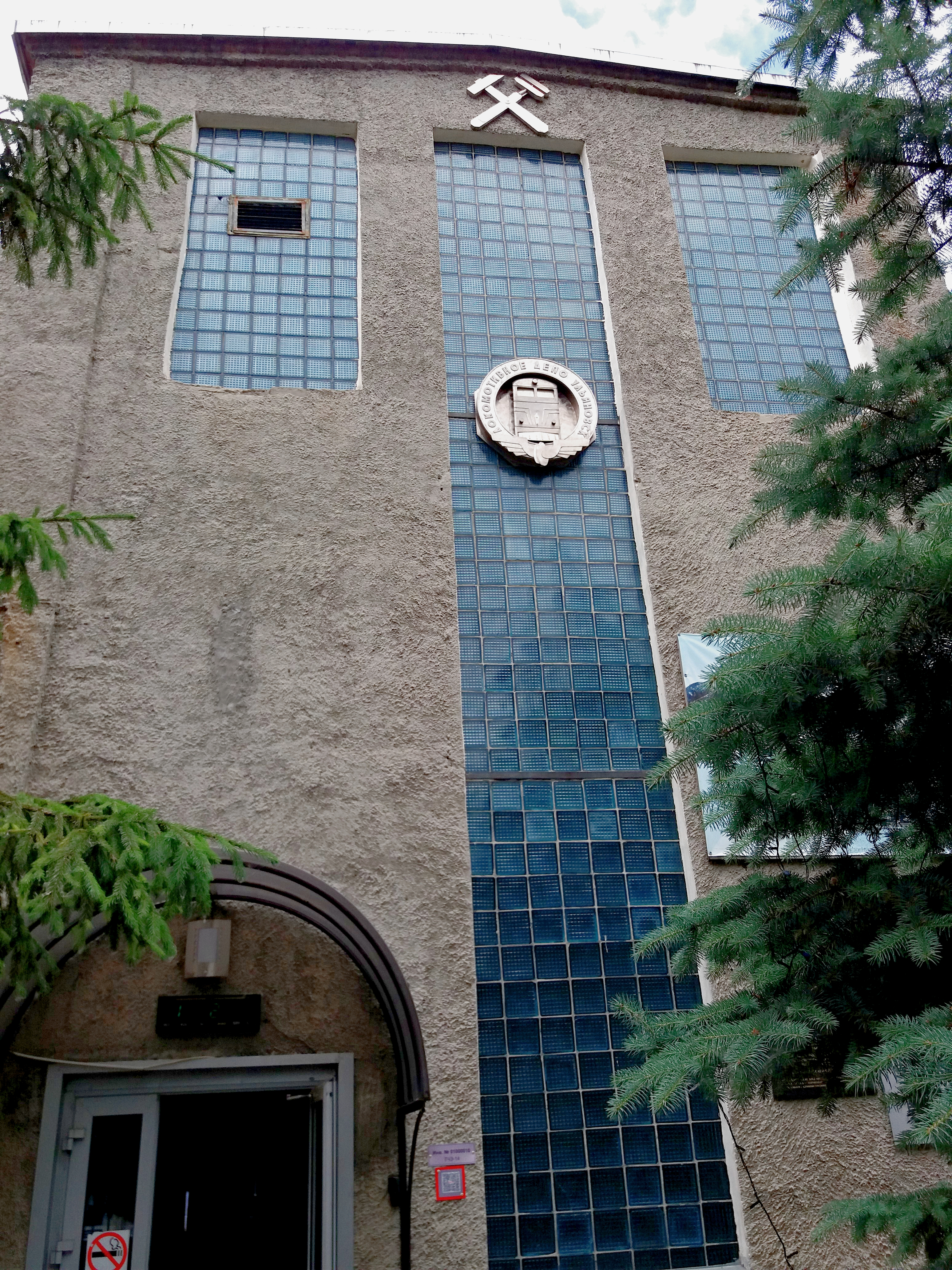
Здание локомотивного депо.
Памятник «Паровозу».
Мемориальная доска «Локомотивному депо».
Мемориальная доска Калинину М. И.
Мемориальная доска на здании вокзала.
Мемориальная доска на здании вокзала.
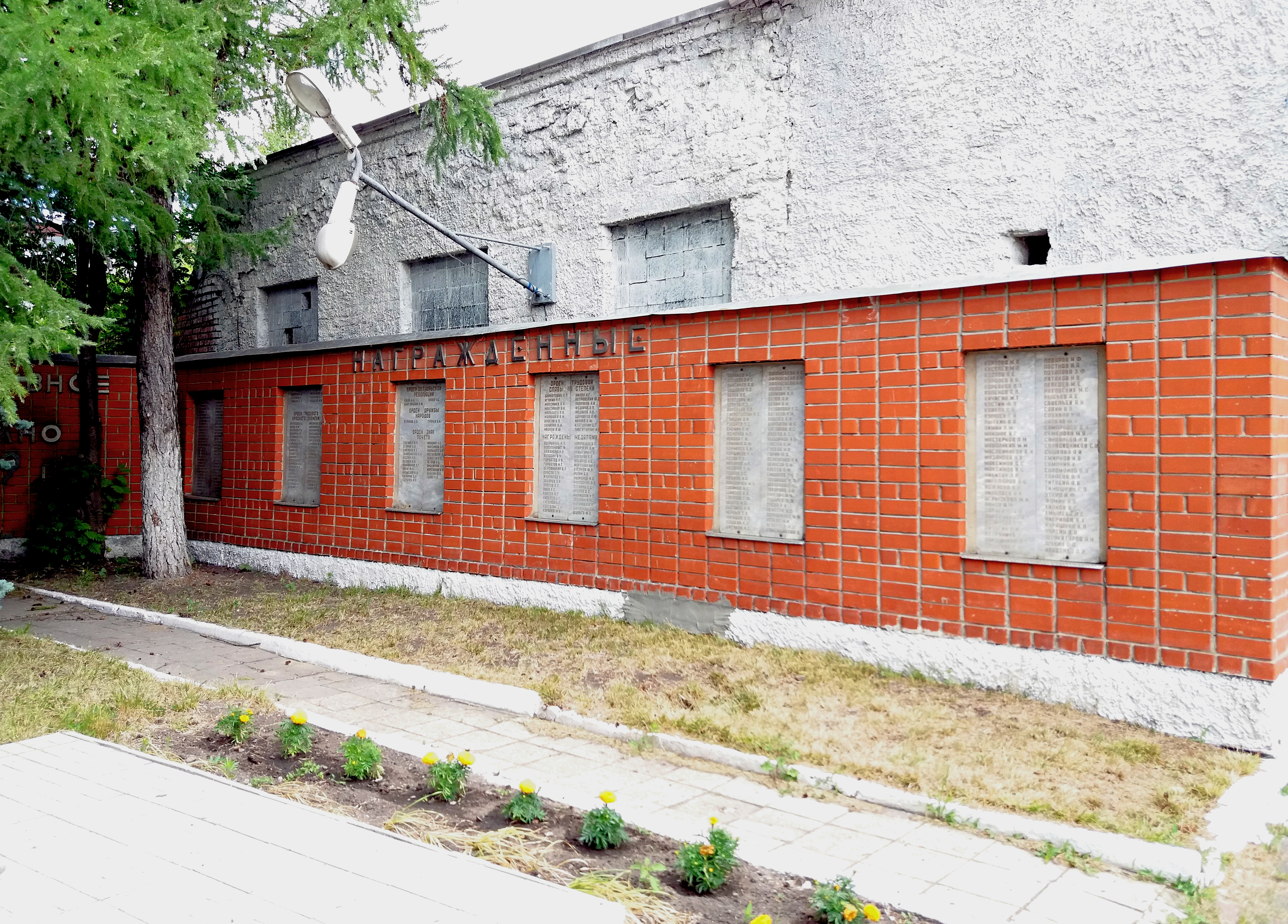
Мемориальные доски работникам депо.
Стела у локомотивного депо.
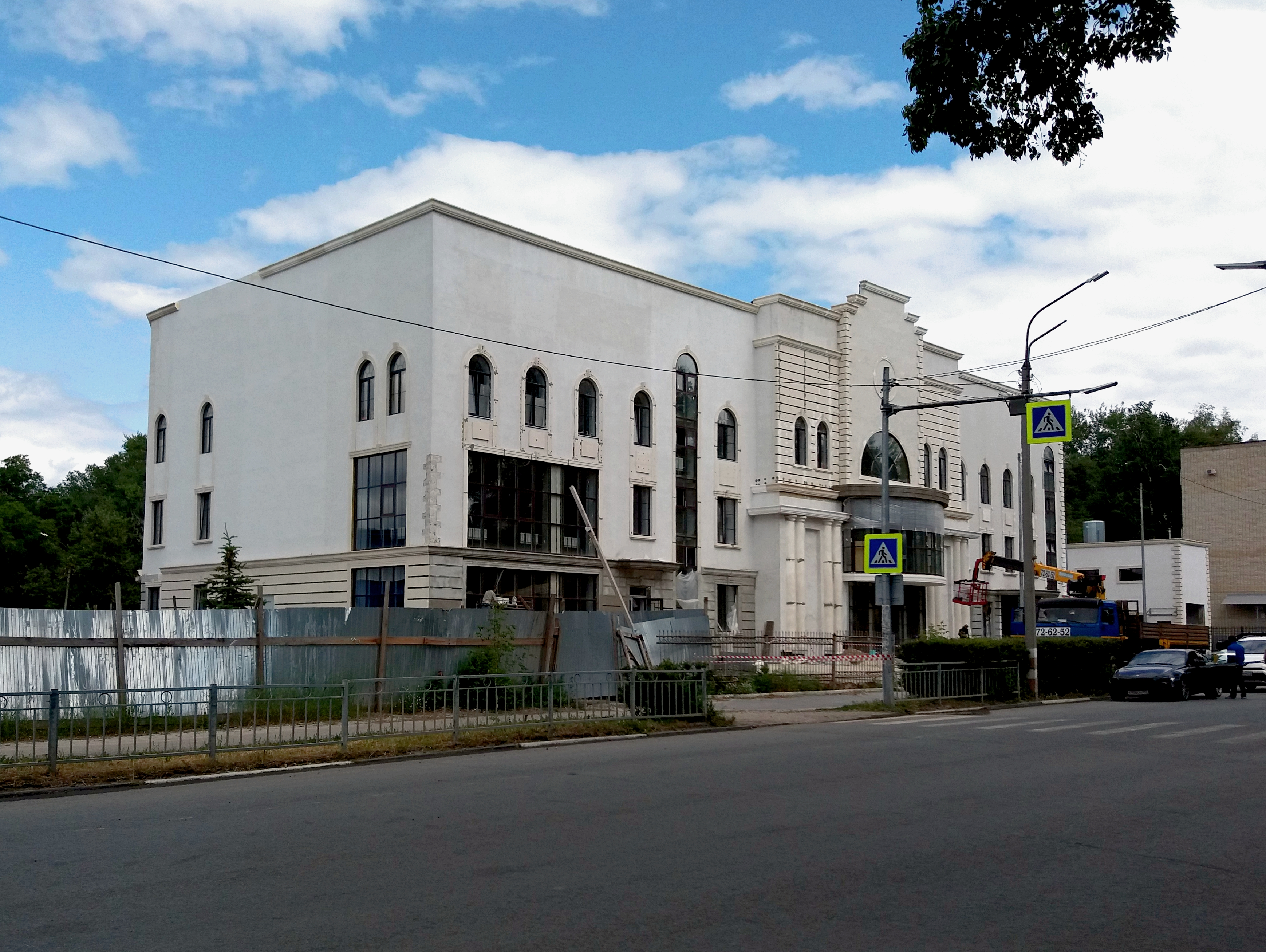
Строительство Ульяновского Театра юного зрителя (6.2023).
Мемориальная доска железнодорожникам вокзала.
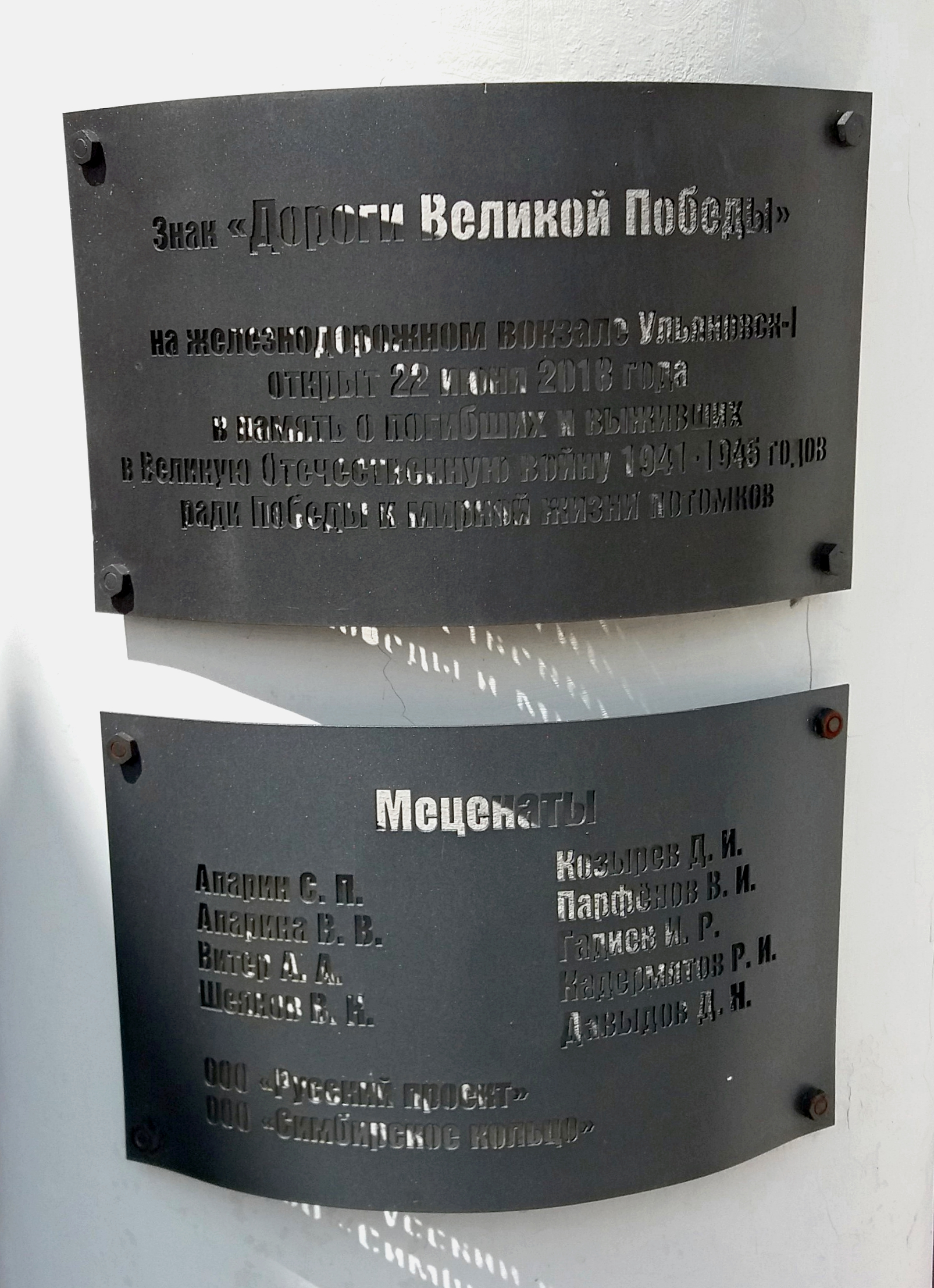
Мемориальная табличка.
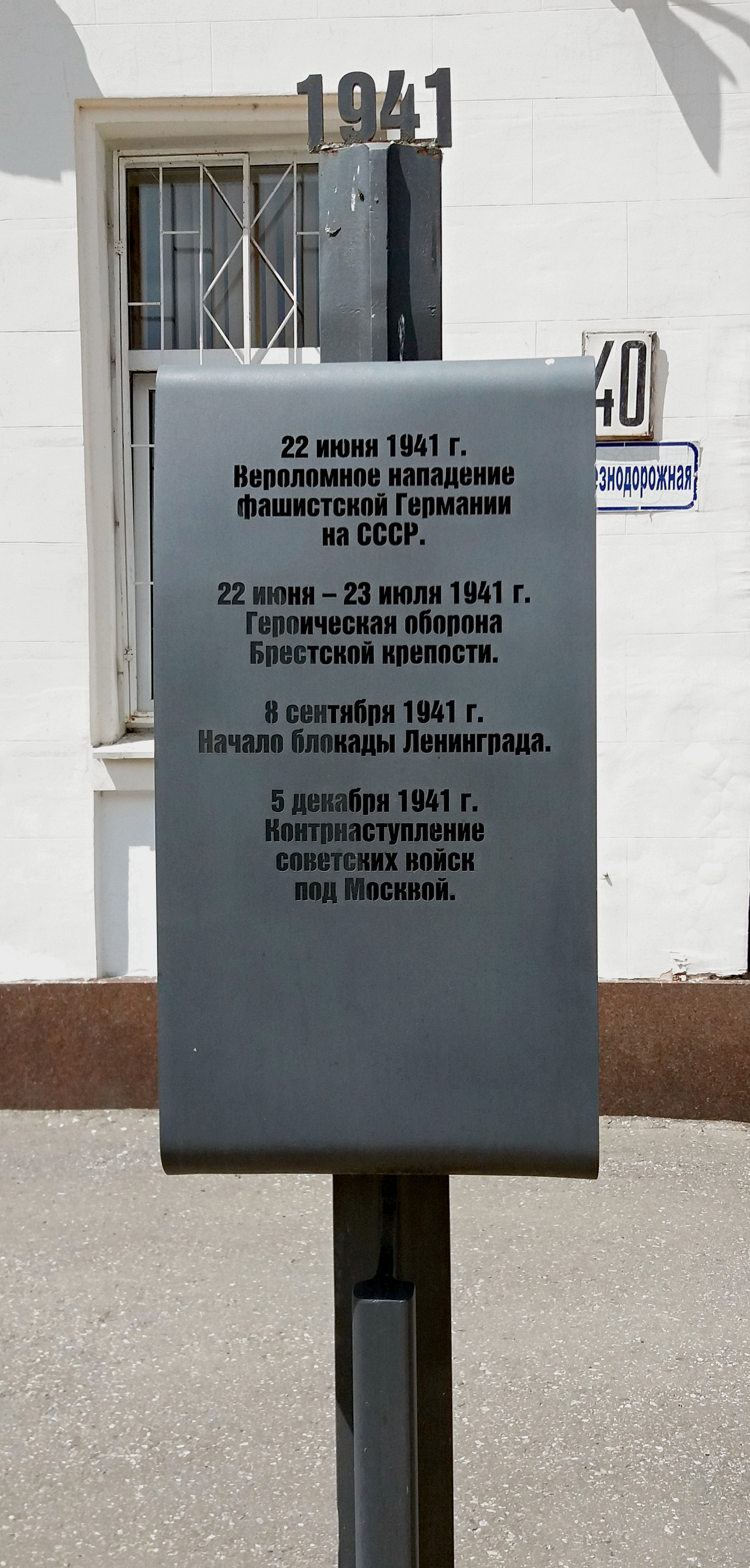
Мемориальная табличка (1941).
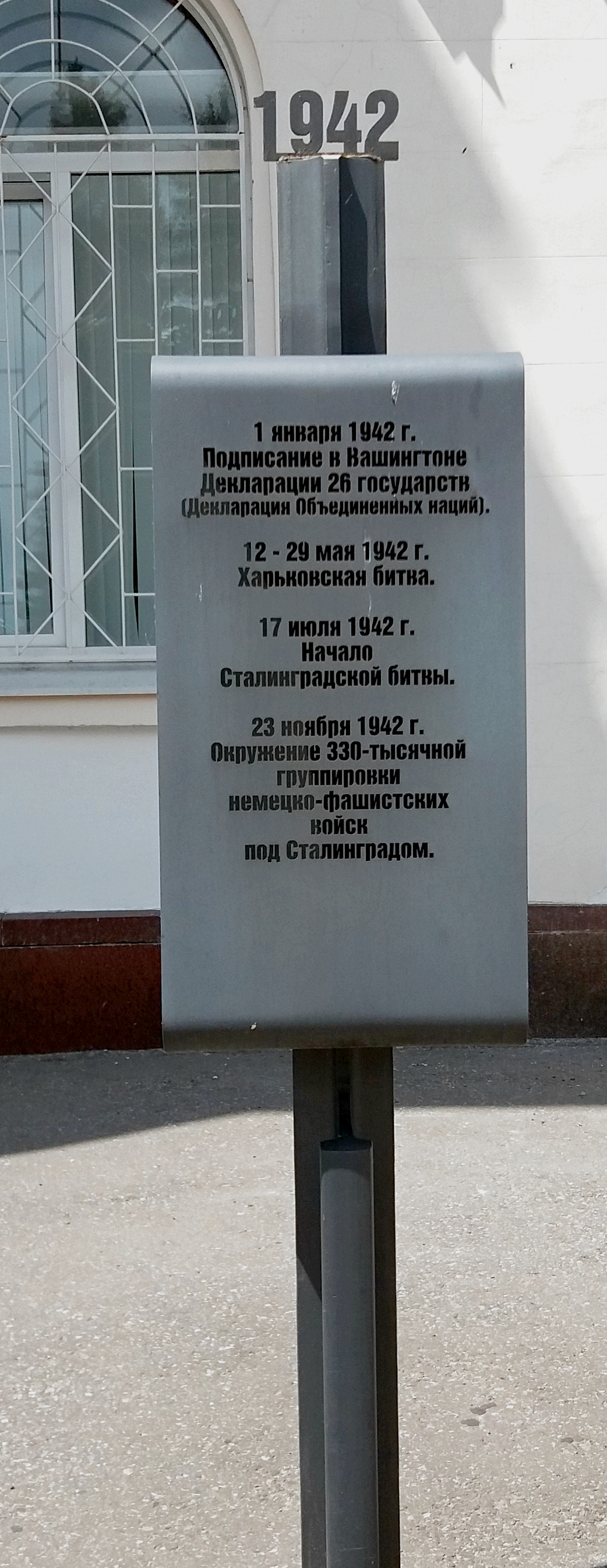
Мемориальная табличка (1942).
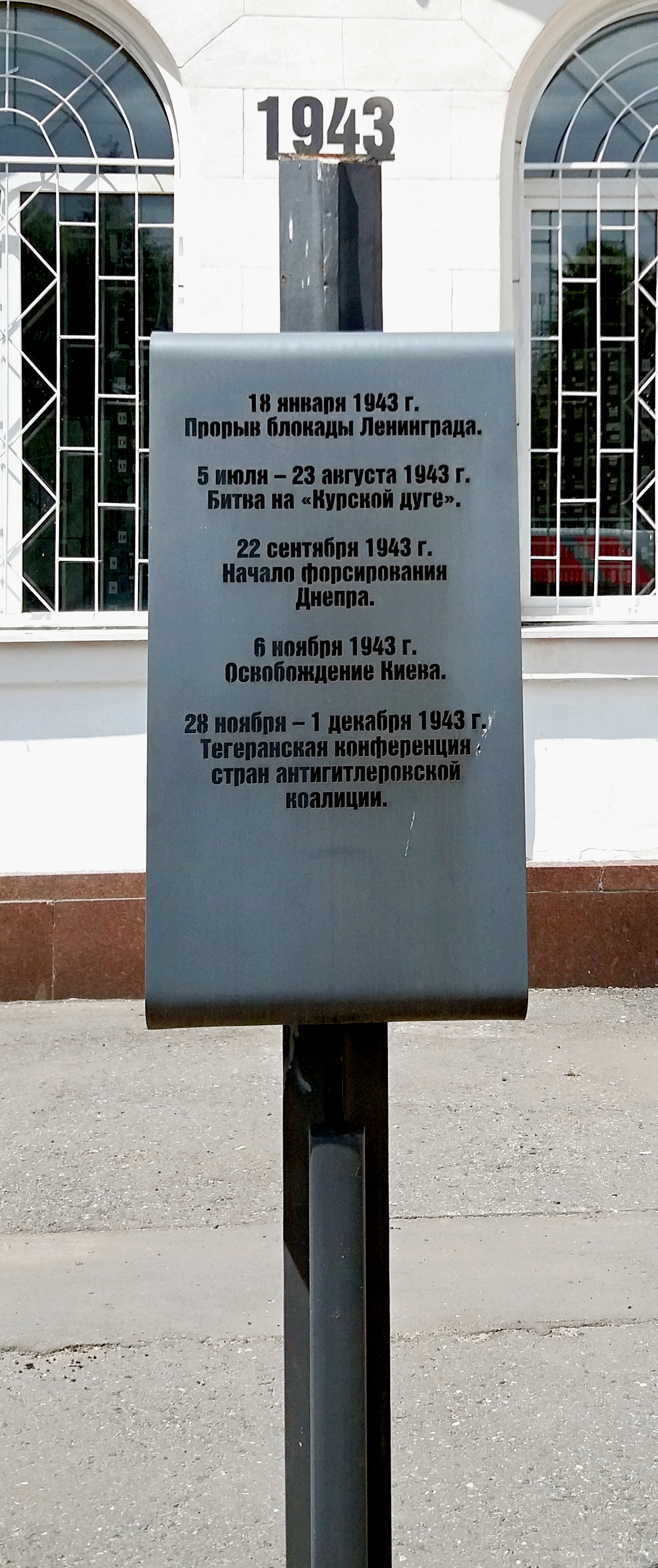
Мемориальная табличка (1943).
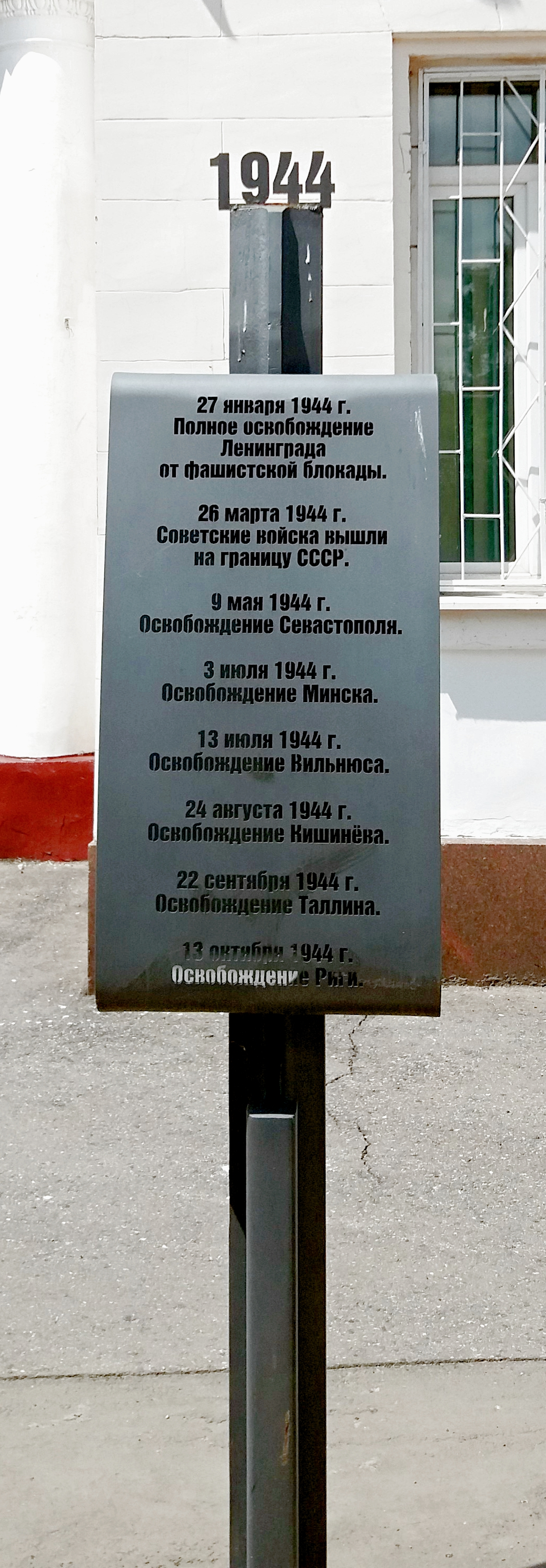
Мемориальная табличка (1944).
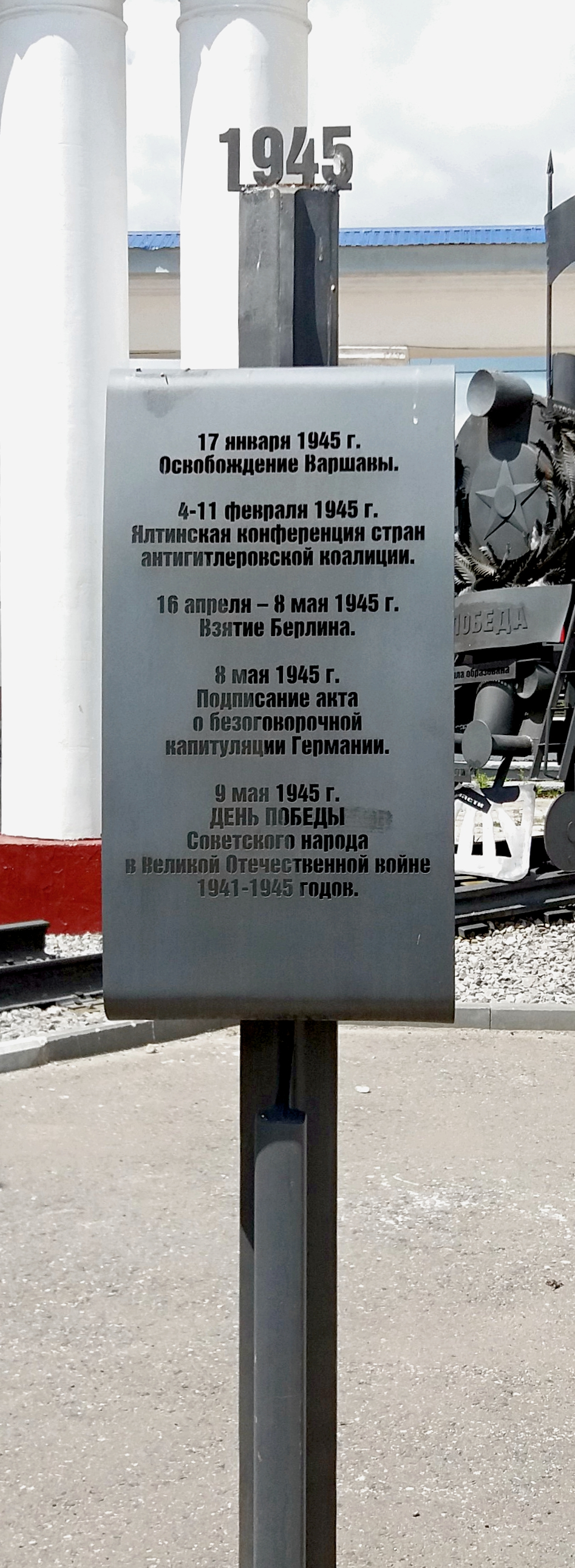
Мемориальная табличка (1945).
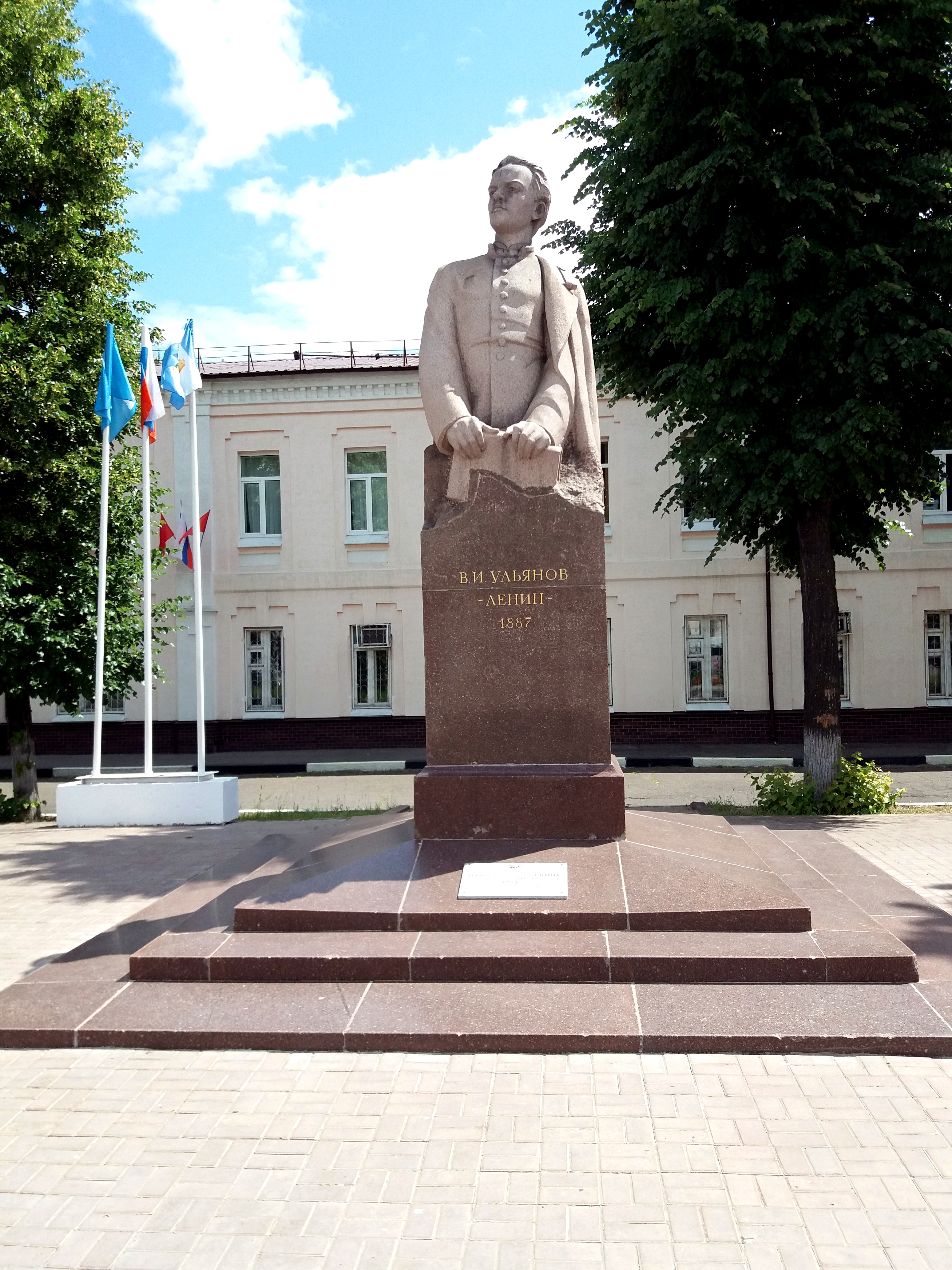
Памятник В. И. Ульянову-гимназисту.
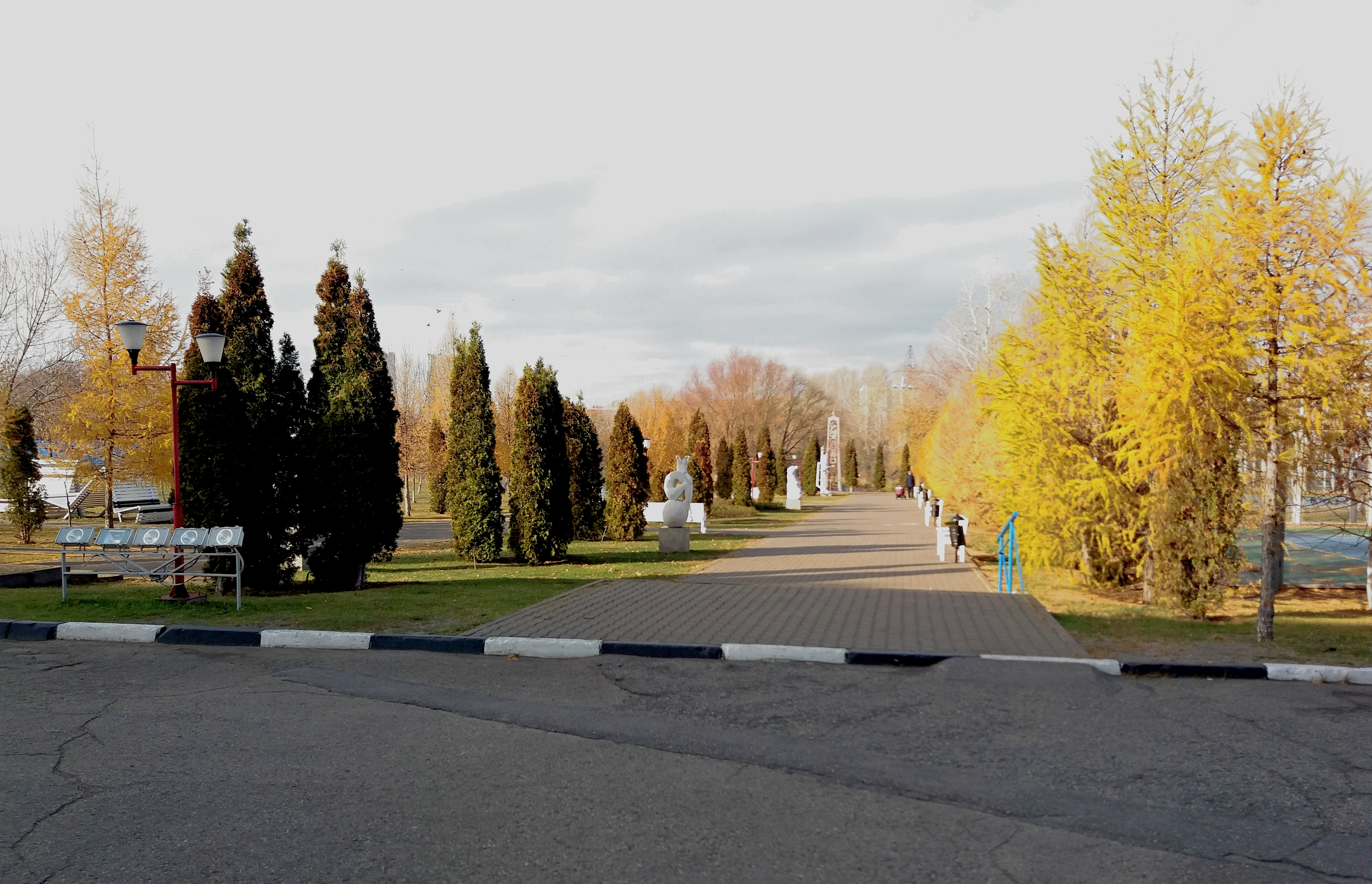
Площадь Европы и аллея Городов-побратимов у УлГУ.